# Henri Loizillon
Pour les articles homonymes, voir Loizillon.
Pierre Henri Loizillon, né le 29 octobre 1826 à Mont-Saint-Martin (alors en Moselle) et mort le 10 février 1885 à Paris, était lieutenant-colonel d'État-major.
Saint-Cyrien, il participe aux campagnes de Crimée et du Mexique puis à la guerre de 1870 (siège de Metz, écrasement de la Commune de Paris). 

## Œuvres posthumes
- Lettres sur l'expédition du Mexique, publiées par sa sœur, 1862-1867. Paris : L. Baudouin, 1890.
- Campagne de Crimée, lettres écrites de Crimée par le capitaine d'état-major Henri Loizillon à sa famille. Paris : E. Flammarion, 1895.